# Rory MacLean
Rory MacLean (Vancouver, 5 novembre 1954) è uno scrittore viaggiatore canadese, vive attualmente tra l’Inghilterra e Berlino.
Le sue opere più conosciute sono Il naso di Stalin (Stalin's Nose), racconto di un viaggio surreale, ma non per questo storicamente non attendibile, attraverso l'Europa orientale compiuto appena dopo la caduta del muro di Berlino, e Magic Bus, una ricostruzione della “Rotta Hippie” effettuata ripercorrendone on the road tutte le tappe attraverso l'Asia.

## Biografia
Figlio di un proprietario nonché editore di una rispettata e onorabile testata giornalistica, Rory MacLean trascorre la sua infanzia a ricreare il mondo colorando il suo atlante e facendovi scivolare dentro paesi e storie immaginari. Dopo gli studi effettuati a Toronto all'Upper Canada College e alla Ryerson University, per un periodo di dieci anni, lavora, in qualità di tecnico cinematografico, al fianco di Ken Russell e David Hemmings, stringendo contatti, a Parigi, con Marlene Dietrich e, a Berlino, con David Bowie. Nel 1989 partecipa a un concorso letterario bandito dal giornale The Independent e ottiene il riconoscimento per il miglior racconto di viaggio. Da quel momento decide di lasciare il cinema per consacrarsi alla prosa.
Il suo primo libro, Il naso di Stalin – racconto di un appassionante viaggio da Berlino a Mosca per gran parte condotto al volante di una stoicissima Trabant – guadagna ben presto le prime posizioni sulla lista dei dieci migliori libri venduti in Inghilterra, ricevendo infine il premio «Best First Work Award» dello Yorkshire Post come prima migliore opera dell'anno. William Dalrympe saluta in maniera entusiastica l'opera di MacLean parlando di «debutto tra i più spettacolari, in materia di racconti di viaggio, dai tempi di In Patagonia di Bruce Chatwin». Colin Thubron considera questo libro come un vero «capolavoro surrealista».
Il secondo libro di MacLean, The Oatmeal Ark, trascina invece il lettore, dapprima, in Scozia e, poi, attraverso il Canada, all'inseguimento dei sogni di migranti e viaggiatori. John Fowles sostiene che «questo libro spiega meravigliosamente il perché la letteratura continui a vivere». L'opera viene selezionata per il premio letterario internazionale IMPAC di Dublino. Successivamente, presentatasi l'occasione di conoscere il Premio Nobel Aung San Suu Kyi, MacLean si reca in Birmania. Il suo libro Under the Dragon racconta la tragica storia di questo paese tradito. Per questa sua terza opera, l'Arts Council of England gli conferisce il suo premio letterario.
Per il suo quinto libro, Falling for Icarus, MacLean parte per Creta, dove costruisce – in previsione di un unico e straordinario volo – una macchina volante. Questo viaggio individuale è intrapreso dallo scrittore con la speranza di giungere ad accettare la morte della madre. Speranza che egli coltivò, giorno dopo giorno, impegnandosi a scovare linee di continuità tra mitologia greca e vita moderna.
In occasione del progetto del suo sesto libro, Magic Bus, MacLean torna sulle tracce di centinaia di migliaia di giovani occidentali che tra gli anni '60 e '70 avevano creato la “Rotta Hippie” – da Istanbul fino all'India e al Nepal.
Secondo il Financial Times di Londra, MacLean «sta allargando le frontiere della letteratura di viaggio, abolendo la distinzione che separa la realtà dalla finzione». Colin Thubron ha detto  delle opere di MacLean che esse costituiscono un genere letterario che non appartiene che a lui. Presentando un mondo «iper-reale», frutto di un distillato molto concentrato di ciascuno dei suoi peripli, i suoi lavori sono qualcosa di molto più che semplici racconti di viaggio o resoconti di differenti realtà. In tutti i suoi libri MacLean racconta storie straordinarie di donne e uomini comuni, donando sempre ai suoi lettori, attraverso gli strumenti ormai ben consolidati della finzione e della creatività, la possibilità di partecipare alle loro vite, ai loro mondi di appartenenza – alle loro storie.

## Opere
- Il naso di Stalin (Stalin's Nose) (HarperCollins 1992, Feltrinelli Traveller 1993, IB Tauris 2008)
- The Oatmeal Ark (HarperCollins 1997, IB Tauris 2008)
- Under the Dragon (HarperCollins 1998, IB Tauris 2008)
- Next Exit Magic Kingdom (HarperCollins 2000, IB Tauris 2008)
- Alla Ricerca di Icaro (Falling for Icarus) (Penguin 2004, Selecta/Sartorio 2008)
- Magic Bus (Penguin 2006, Editions Hoëbeke Paris 2008)
- Missing Lives (Dewi Lewis 2010)
- Gift of Time (Constable 2011)
- Back in the USSR: Heroic Adventures in Transnistria (2014)
- Berlin: Imagine a City (2014)
- Wunderkind: Portraits of 50 Contemporary German Artists (2016)
- Beneath the Carob Trees: The Lost Lives of Cyprus (2016)
- Pictures of You: Ten Journeys in Time (2017)
- In North Korea: Lives and Lies in the State of Truth (2017)
- Pravda Ha Ha: True Travels to the End of Europe (2019)

## Riconoscimenti
- Membro della Royal Society of Literature